# Associazione Sportiva Fanfulla 1953-1954
Questa voce raccoglie le informazioni riguardanti l'Associazione Sportiva Fanfulla nelle competizioni ufficiali della stagione 1953-1954.

## Stagione
Nella stagione 1953-1954 il Fanfulla disputò il dodicesimo campionato di Serie B della sua storia. A causa di una penalizzazione di cinque punti dovuta alla sentenza del cosiddetto caso Gaggiotti, retrocesse in Serie C.

## Divise
| 1ª divisa |

## Organigramma societario
Area direttiva
- Presidente: Francesco Minojetti

Area tecnica
- Allenatore: Mario Perazzolo

## Rosa
| N. |                   | Ruolo | Calciatore          |
| -- | ----------------- | ----- | ------------------- |
|    | Italia (bandiera) | P     | Eros Lovo           |
|    | Italia (bandiera) | P     | Riccardo Toros (II) |
|    | Italia (bandiera) | D     | Mario Antozzi       |
|    | Italia (bandiera) | D     | Mario Castellazzi   |
|    | Italia (bandiera) | D     | Luigi Norbiato      |
|    | Italia (bandiera) | D     | Adilio Pugliese     |
|    | Italia (bandiera) | C     | Mario Claut         |
|    | Italia (bandiera) | C     | Giuseppe Mainardi   |
|    | Italia (bandiera) | C     | Piero Maronati      |
|    | Italia (bandiera) | C     | Franco Russi        |

| N. |                   | Ruolo | Calciatore            |
| -- | ----------------- | ----- | --------------------- |
|    | Italia (bandiera) | C     | Giuseppe Sichel (III) |
|    | Italia (bandiera) | A     | Armando Carta         |
|    | Italia (bandiera) | A     | Carlo Dossi           |
|    | Italia (bandiera) | A     | Natale Dalcerri       |
|    | Italia (bandiera) | A     | Luigi Genero          |
|    | Italia (bandiera) | A     | Giacinto Goldaniga    |
|    | Italia (bandiera) | A     | Alfredo Lulich        |
|    | Italia (bandiera) | A     | Aurelio Milani        |
|    | Italia (bandiera) | A     | Aurelio Santagostino  |
|    | Italia (bandiera) | A     | Ercole Rabitti        |

## Risultati

### Serie B

#### Girone d'andata
| Arbitro: | Bernardi (Bologna) |

|  |           |              |
|  | Marcatori | 77’ Mannocci |

| Arbitro: | Maurelli (Roma) |

|                         |           |                                    |
| Maronati 31’ Genero 63’ | Marcatori | 24’ Bassetti 37’ Marin 68’ Manenti |

| Arbitro: | Agnolin (Bassano del Grappa) |

|                                                       |           |                 |
| Matassoni 42’ Guarnieri 56’ Bettini II 62’ Farina 68’ | Marcatori | 11’, 67’ Genero |

| Arbitro: | Canepa (Genova) |

|             |           |                   |
| Rabitti 63’ | Marcatori | 25’, 30’ De Prati |

| Arbitro: | Righi (Milano) |

|          |           |  |
| Rosa 80’ | Marcatori |  |

| Arbitro: | Bellè (Venezia) |

|            |           |                          |
| Genero 47’ | Marcatori | 17’ Radaelli 87’ Ghiandi |

| Arbitro: | Marchese (Napoli) |

|                    |           |                    |
| Stivanello 6’, 51’ | Marcatori | 7’ Russi 49’ Carta |

| Lodi 1º novembre 1953 8ª giornata | Fanfulla        | 0 – 0 | Treviso | Stadio Dossenina\| Arbitro: \| Marangio (Roma) \| |
| Arbitro:                          | Marangio (Roma) |       |         |                                                   |

| Arbitro: | Massai (Pisa) |

|                           |           |            |
| Carta 51’ Genero 85’, 90’ | Marcatori | 79’ Fabris |

| Arbitro: | Alterio (Roma) |

|                                      |           |            |
| Zecca 13’ Scaramuzzi 26’ Lonardi 52’ | Marcatori | 19’ Lulich |

| Piombino 29 novembre 1953 11ª giornata | Piombino         | 0 – 0 | Fanfulla | Stadio Magona d'Italia\| Arbitro: \| Menchini (Udine) \| |
| Arbitro:                               | Menchini (Udine) |       |          |                                                          |

| Arbitro: | Occhinegro (Taranto) |

|                        |           |          |
| Carta 13’ Maronati 61’ | Marcatori | 8’ Campi |

| Arbitro: | Righi (Milano) |

|                           |           |  |
| Chiumento 48’ Höfling 72’ | Marcatori |  |

| Salerno 27 dicembre 1953 14ª giornata | Salernitana     | 0 – 0 | Fanfulla | Stadio Donato Vestuti\| Arbitro: \| Moriconi (Roma) \| |
| Arbitro:                              | Moriconi (Roma) |       |          |                                                        |

| Arbitro: | De Gregorio (Legnano) |

|                         |           |                       |
| Lulich 46’ Maronati 86’ | Marcatori | 19’ (rig.) Colombetti |

| Cagliari 10 gennaio 1954 16ª giornata | Cagliari          | 0 – 0 | Fanfulla | Stadio Amsicora\| Arbitro: \| Grillo (Afragola) \| |
| Arbitro:                              | Grillo (Afragola) |       |          |                                                    |

| Arbitro: | Lo Bello (Siracusa) |

|  |           |                    |
|  | Marcatori | 32’, 65’ Scarascia |

#### Girone di ritorno
| Arbitro: | Grillo (Afragola) |

|  |           |                  |
|  | Marcatori | 10’ Santagostino |

| Arbitro: | Marangio (Roma) |

|  |           |                 |
|  | Marcatori | 2’ Santagostino |

| Arbitro: | Marchetti (Milano) |

|           |           |                            |
| Carta 56’ | Marcatori | 73’ Capelli 75’ Bettini II |

| Valdagno 21 febbraio 1954 21ª giornata | Marzotto          | 0 – 0 | Fanfulla | Stadio dei Fiori\| Arbitro: \| Fornari (Bologna) \| |
| Arbitro:                               | Fornari (Bologna) |       |          |                                                     |

| Arbitro: | Valsecchi (Milano) |

|                                                        |           |  |
| Colla 2’ (aut.) Rabitti 49’ Santagostino 57’ Carta 75’ | Marcatori |  |

| Arbitro: | De Gregorio (Legnano) |

|                                  |           |  |
| Malighetti 65’ (rig.) Gritti 71’ | Marcatori |  |

| Arbitro: | Arpaia (Roma) |

|                                    |           |  |
| Genero 44’ Santagostino 45’ (rig.) | Marcatori |  |

| Treviso 21 marzo 1954 25ª giornata | Treviso           | 0 – 0 | Fanfulla | Stadio Comunale\| Arbitro: \| Grillo (Afragola) \| |
| Arbitro:                           | Grillo (Afragola) |       |          |                                                    |

| Arbitro: | Lo Bello (Siracusa) |

|                       |           |                |
| Tacconi 40’ Testa 44’ | Marcatori | 59’, 90’ Carta |

| Lodi 4 aprile 1954 27ª giornata                                   | Fanfulla  | 1 – 1                 | Verona | Stadio Dossenina |
| \| \| \| \| \| Carta 89’ \| Marcatori \| 43’ (rig.) Scaramuzzi \| |           |                       |        |                  |
|                                                                   |           |                       |        |                  |
| Carta 89’                                                         | Marcatori | 43’ (rig.) Scaramuzzi |        |                  |

| Arbitro: | Arpaia (Roma) |

|                            |           |  |
| Lulich 40’ Genero 60’, 74’ | Marcatori |  |

| Arbitro: | Pieri (Trieste) |

|                           |           |                  |
| Lerici 35’ Campagnoli 68’ | Marcatori | 33’ Santagostino |

| Arbitro: | Massai (Pisa) |

|                     |           |  |
| Carta 5’ Genero 29’ | Marcatori |  |

| Lodi 9 maggio 1954 31ª giornata | Fanfulla         | 0 – 0 | Salernitana | Stadio Dossenina\| Arbitro: \| Rigato (Venezia) \| |
| Arbitro:                        | Rigato (Venezia) |       |             |                                                    |

| Monza 16 maggio 1954 32ª giornata | Monza          | 0 – 0 | Fanfulla | Stadio San Gregorio\| Arbitro: \| Righi (Milano) \| |
| Arbitro:                          | Righi (Milano) |       |          |                                                     |

| Lodi 23 maggio 1954 33ª giornata                   | Fanfulla  | 1 – 0 | Cagliari | Stadio Dossenina |
| \| \| \| \| \| Villa 22’ (aut.) \| Marcatori \| \| |           |       |          |                  |
|                                                    |           |       |          |                  |
| Villa 22’ (aut.)                                   | Marcatori |       |          |                  |

| Arbitro: | Marchese (Napoli) |

|  |           |                             |
|  | Marcatori | 9’, 65’ (rig.) Santagostino |

## Statistiche

### Statistiche di squadra
| Competizione | Punti   | In casa | In casa | In casa | In casa | In casa | In casa | In trasferta | In trasferta | In trasferta | In trasferta | In trasferta | In trasferta | Totale | Totale | Totale | Totale | Totale | Totale | DR |
| Competizione | Punti   | G       | V       | N       | P       | Gf      | Gs      | G            | V            | N            | P            | Gf           | Gs           | G      | V      | N      | P      | Gf     | Gs     | DR |
| ------------ | ------- | ------- | ------- | ------- | ------- | ------- | ------- | ------------ | ------------ | ------------ | ------------ | ------------ | ------------ | ------ | ------ | ------ | ------ | ------ | ------ | -- |
| Serie B      | 28 (-5) | 17      | 8       | 3       | 6       | 25      | 16      | 17           | 3            | 8            | 6            | 12           | 18           | 34     | 11     | 11     | 12     | 37     | 34     | +3 |

### Statistiche dei giocatori[4]
| Giocatore       | Serie B  | Serie B |
| Giocatore       | Presenze | Reti    |
| --------------- | -------- | ------- |
| M. Antozzi      | 5        | 0       |
| M. Castellazzi  | 8        | 0       |
| M. Claut        | 31       | 0       |
| A. Carta        | 32       | 9       |
| N. Dalcerri     | 14       | 0       |
| C. Dossi        | 6        | 0       |
| L. Genero       | 28       | 10      |
| G. Goldaniga    | 3        | 0       |
| E. Lovo         | 3        | -8      |
| A. Lulich       | 26       | 3       |
| G. Mainardi     | 12       | 0       |
| P. Maronati     | 30       | 3       |
| A. Milani       | 6        | 0       |
| L. Norbiato     | 17       | 0       |
| A. Pugliese     | 31       | 0       |
| E. Rabitti      | 26       | 2       |
| F. Russi        | 31       | 1       |
| A. Santagostino | 22       | 7       |
| G. Sichel (III) | 12       | 0       |
| R. Toros (II)   | 31       | -26     |